# Карпенко Микита Ігорович
Карпенко Микита Ігорович (нар. 25 лютого 1989, Одеса, Українська РСР) — український соціальний підприємець, засновник та CEO групи компаній «Парамедик» та голова ГО «Національна Рада з Охорони Здоров’я та Безпеки». 
Випускник Одеського Національного Економічного Університету зі ступенем магістра економічних наук (2012), переможець Школи Бізнесу Нової Пошти (2018), а також випускник Lee Kuan Yew School of Public Policy (2023) та Київської Школи Державного Управління, «Школа Міністрів 5» (2023).
Заснував навчальний центр із навчання домедичної допомоги в Україні під назвою «SAR» після особистої трагедії, що спонукала його розвивати цю сферу.
Також є засновником соціального проєкту «БезОбмеж», який надає безкоштовний інклюзивний трансфер для ветеранів війни, осіб з інвалідністю, що пересуваються на інвалідних кріслах. Його діяльність значно вплинула на покращення якості життя цих людей та надала їм більше можливостей для соціальної інтеграції. Крім професійної діяльності займається громадською роботою, зокрема як голова ГО «Українська Асоціація Захисту Моря від Забруднень», де працює над екологічними ініціативами.

## Біографія

### Ранні роки та освіта
Микита Карпенко здобув освіту в Рішельєвському ліцеї, одній з найвідоміших освітніх установ в Одесі. Після закінчення ліцею, Карпенко вступив до Одеського Національного Економічного Університету, де він здобув ступінь магістра економічних наук у 2012 році. Ця освіта стала фундаментом для його подальшої кар'єри та бізнес-ініціатив. Крім того, Карпенко продовжив своє навчання, ставши переможцем Школи Бізнесу Нової Пошти у 2018 році. Це додало йому знань та навичок у сфері управління та підприємництва. Нещодавно він також закінчив Lee Kuan Yew School of Public Policy у 2023 році, а також Київську Школу Державного Управління, відомий як «Школа Міністрів 5» в тому ж році, що свідчить про його прагнення до неперервного освітнього та професійного розвитку.

### «Кубок Парамедик»
Після заснування групи компаній «Парамедик» та внесення значного вкладу у розвиток домедичної допомоги в Україні, Микита Карпенко ініціював ще одну важливу ініціативу - «Всеукраїнські змагання з надання домедичної допомоги «Кубок Парамедик». Цей захід, започаткований у 2018 році, став важливою частиною громадського та освітнього внеску компанії. Організація та учасники «Кубку Парамедик» відбувається в Одесі та збирає фахівців та команди з усієї України, які спеціалізуються на наданні домедичної допомоги. Учасники змагаються у різних сценаріях, які імітують реальні надзвичайні ситуації, демонструючи свої навички та знання. Кубки проводились у 2018, 2019, 2020 році. Після невеликої паузи планувалось проведення і надалі, проте повномасштабна війна в Україні внесла свої корективи в організацію цього заходу.

### Aid 4 Ukraine
Після 22 лютого 2023 року Микитою Карпенком та групою компаній «Парамедик» було започатковано громадську ініціативу Aid 4 Ukraine, яка зосередилась на забезпеченні навчання по наданню невідкладної медичної допомоги всіх, хто хотів отримати навички допомагати в критичних ситуаціях. Окрім того, ця ініціатива безкоштовно навчає військових ЗСУ принципам надання невідкладної медичної допомоги в критичних ситуаціях. На цей час основною метою Aid 4 Ukraine є збір та розподіл медичних засобів, тактичного обладнання та інших необхідних ресурсів для підтримки тих, хто знаходиться на передовій або постраждав від конфлікту. Ініціатива відіграє ключову роль у координації гуманітарної допомоги та мобілізації ресурсів, сприяючи порятунку життів та полегшенню страждань у цей складний період для України.

## Роль під час війни в Україні
Під час війни в Україні Микита Карпенко та його компанія зіграли значну роль у забезпеченні безпеки та домедичної допомоги. Компанія активно адаптувалася до викликів, спричинених війною, і зосередилась на постачанні необхідного обладнання та навчанні персоналу.
З початку війни, «Парамедик» здійснила значний внесок у гуманітарну допомогу, передаючи:
- автомобілі екстреної медичної допомоги,
- апарати ШВЛ,
- тактичні аптечки,
- та ін.

Ці зусилля не тільки полегшили роботу медичних працівників на передовій, але й значно збільшують шанси на порятунок життів в умовах бойових дій.

### Соціальна відповідальність та громадська діяльність
Карпенко активно залучається до громадських ініціатив, спрямованих на допомогу постраждалим від війни. Він керує проектами, які не тільки надавали медичну допомогу, але й сприяли соціальній інтеграції ветеранів війни та осіб з інвалідністю. Ця робота підкреслює його глибоку прихильність до розв'язання соціальних проблем та підтримки українського народу у складні часи.
В 2022 році за ініціативи Микити в Одесі розпочались безкоштовні курси надання невідкладної медичної допомоги для дітей 8-11 класів.

### Забезпечення медичним обладнанням та тренінгами
Особлива увага Микити та його компанії була приділена забезпеченню якісним медичним обладнанням та проведенню тренінгів для медичних працівників та військовослужбовців. Це дозволило покращити рівень медичної підготовки та ефективність надання допомоги у критичних ситуаціях.